# Barry Cooper

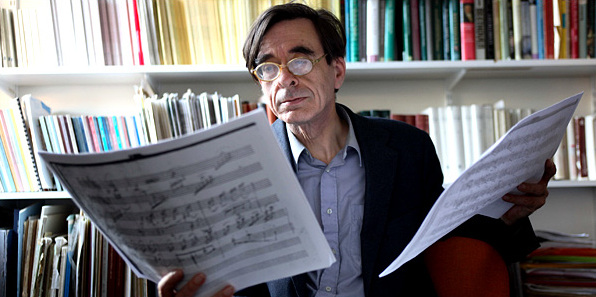
Barry Cooper, Juli 2008

Barry Cooper (* 1949 in Westcliff-on-Sea, Essex) ist ein britischer Musikwissenschaftler.

## Leben
Cooper studierte Musikwissenschaften und Orgel an der University of Oxford, erhielt 1973 den Master und promovierte 1974. Nach einem Lehrauftrag an der Universität St Andrews ging er zur Universität Aberdeen. Seit 1990 ist er Professor an der Universität Manchester.
Sein Forschungsinteresse gilt der englischen Barock-Musik und Ludwig van Beethoven. Er ist Herausgeber und Autor des Beethoven Compendium (1991). Dieses Standardwerk der Beethovenforschung ist inzwischen ins Französische, Deutsche und Japanische übersetzt worden. 
Aufsehen erregte die Uraufführung seiner Rekonstruktion des ersten Satzes der 10. Sinfonie von Beethoven in der Royal Festival Hall in London 1988 mit dem Royal Liverpool Philharmonic Orchestra unter der Leitung von Walter Weller. Auch das London Symphony Orchestra unter der Leitung von Wyn Morris hat inzwischen das Beethoven-Fragment eingespielt.
Darüber hinaus hat er den verloren geglaubten langsamen Satz von Beethovens Streichquartett G-Dur op. 18 Nr. 2 rekonstruiert, den das Quatuor Danel im September 2011 in Manchester zur Uraufführung brachte.
Cooper hat auch französische Spinett-Musik des 17. Jahrhunderts wiederentdeckt.

## Bücher
- English solo keyboard music of the middle and late baroque, New York: Garland, 1989 (= Diss., Oxford 1974)
- Beethoven and the Creative Process, Oxford: Clarendon Press, 1990
- The Beethoven Compendium: A Guide to Beethoven's Life and Music, London: Thames and Hudson, 1991
- Beethoven's Folksong Settings: Chronology, Sources, Style, Oxford: Clarendon Press, 1994
- Beethoven, Oxford: Oxford University Press, 2000 (in der Reihe Master Musicians Series) – 2. Aufl. New York: Oxford University Press, 2008
- Child Composers and Their Works: A Historical Survey, Lanham, Maryland: Scarecrow Press, 2009
- Beethoven: An Extraordinary Life, London: ABRSM, 2013

## Aufsätze
- The Evolution of the First Movement of Beethoven's "Waldstein" Sonata, in: Music and Letters, Vol. 58 (1977), S. 170–191
- Newly Identified Sketches for Beethoven's Tenth Symphony, in: Music and Letters, Vol. 66 (1985), S. 9–18
- The composition of "Und spür' ich" in Beethoven's Fidelio, in: The Music Review, Vol. 47 (1986/87), S. 231–237
- Beethoven's Portfolio of Bagatelles, in: Journal of the Royal Musical Association, Vol. 112 (1987), S. 208–228
- The Ink in Beethoven's "Kafka" Sketch Miscellany, in: Music and Letters, Vol. 68 (1987), S. 315–332
- The First Movement of Beethoven's Tenth Symphony: A Realization, in: The Beethoven Newsletter, Vol. 3 (1988), S. 25–31
- The Clementi-Beethoven Contract of 1807: A Reinvestigation, in: Muzio Clementi: Studies and Prospects, hrsg. von Roberto Illiano u. a., Bologna 2002, S. 337–353
- The Arrival of Beethoven's 'Razumovsky' Quartets in Manchester, in: Manchester Sounds, Vol. 5 (2005), S. 53–62
- The Amazing Early Works of Frederick Ouseley, in: The Musical Times, Vol. 147 (2006), S. 49–58
- Beethoven's Uses of Silence, in: The Musical Times, Vol. 152 (2011), S. 25–43